# Hylaeus borneensis
Hylaeus borneensis là một loài Hymenoptera trong họ Colletidae. Loài này được Cockerell mô tả khoa học năm 1920.